# Encierro del Pilón
El Encierro del Pilón  és una festa d'interès turístic que se celebra a la localitat navarresa de Falces, i que data entorn dels anys 20-40 del segle xx. És una carrera taurina amb vaques petites per un recorregut de 800 metres de longitud que va des de la «cabreria» fins al corral del Pilón, d'on ve el nom d'aquesta festa. El trajecte discorre per un camí estret i escarpat, per la muntanya i costa avall, amb el talús de la muntanya a un costat i el barranc a l'altre, i se celebra a les 9 del matí els dies de les festes patronals en honor de la Verge de Nieva —9 dies des del antepenúltim diumenge d'agost.